# Karl-Marx-Straße 96 (Lübbenau)

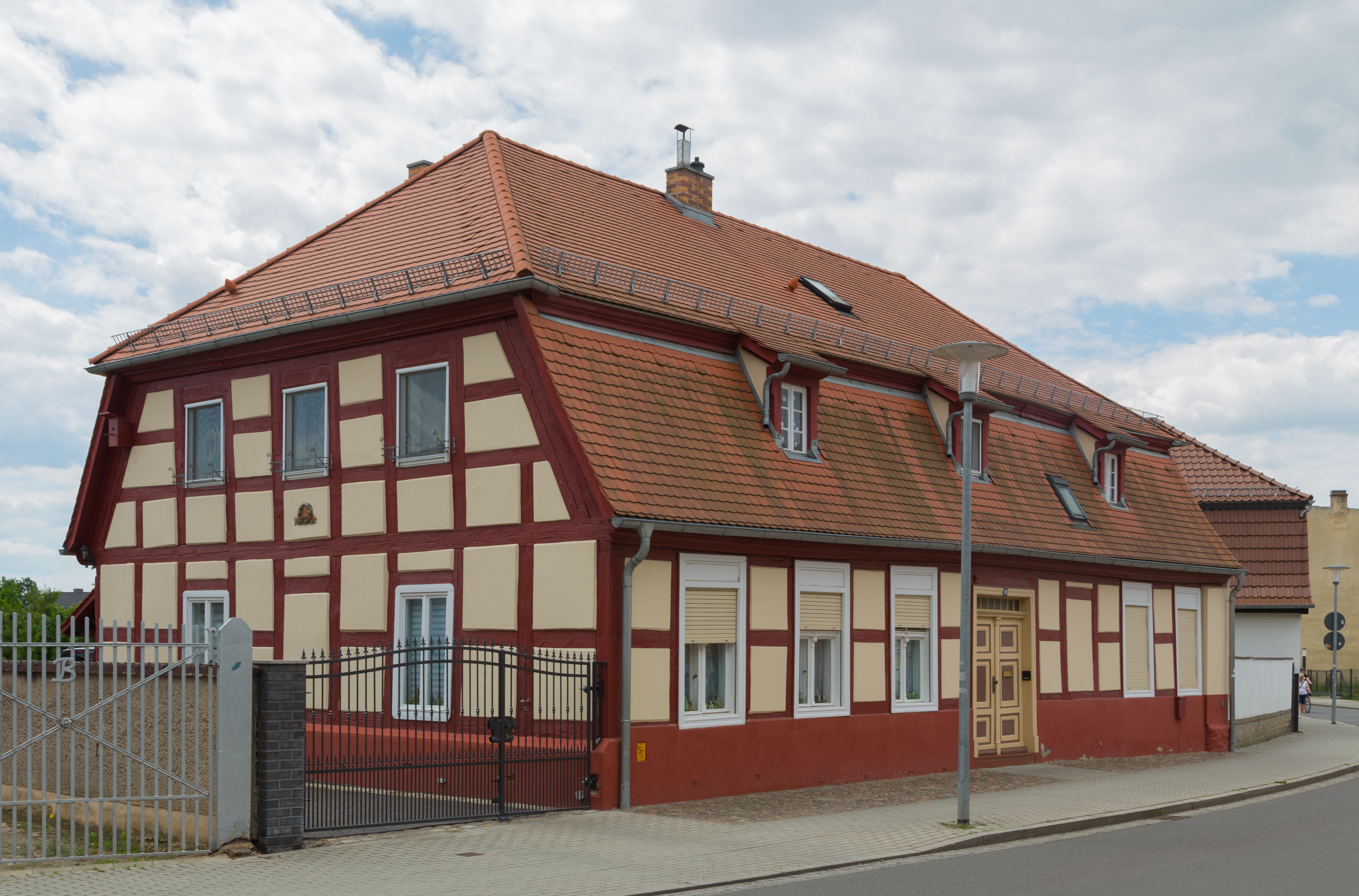
Das Haus Karl-Marx-Straße 96 (2022)

Das Wohnhaus Karl-Marx-Straße 96 ist ein unter Denkmalschutz stehendes Gebäude in der Stadt Lübbenau/Spreewald im Landkreis Oberspreewald-Lausitz im Süden des Landes Brandenburg.

## Lage und Geschichte
Das Haus befindet sich am Ende der Karl-Marx-Straße in Höhe des ehemaligen Gerichtsgebäudes (heutiges Spreewaldmuseum und Torbogen). Es wurde in der Mitte des 18. Jahrhunderts errichtet. Bei dem Bau handelt es sich um einen siebenachsig gegliederten Fachwerkbau mit Mansardwalmdach.
Heute befindet sich das Haus in Privatbesitz und wird bewohnt.